# Joseph Samachson
Joseph Samachson (geboren am 13. Oktober 1906 in Trenton, Mercer County, New Jersey, Vereinigte Staaten; gestorben am 2. Juni 1980 in Chicago, Illinois, Vereinigte Staaten) war ein US-amerikanischer Biochemiker, Schriftsteller und Comicautor. Bekannt wurde er vor allem als Autor von Science-Fiction-Geschichten, die unter dem Pseudonym William Morrison erschienen. Er schrieb außerdem Comic-Szenarios für DC Comics.

## Leben
Samachson war der Sohn von David Louis Samachson und von Anna, geborene Roshansky. Er studierte Chemie an der Rutgers University in New Jersey, wo er 1926 den Bachelor machte, und an der Yale University, wo er 1930 mit 23 Jahren promovierte. Nach seinem Studium arbeitete er bis 1933 als Forschungschemiker bei der Ölfirma Atlantic Refining Co. und von 1937 bis 1938 bei American Molasses Co. Von 1938 bis 1953 war er hauptberuflicher Schriftsteller. 1937 hatte er die Pianistin Dorothy Mirkin geheiratet, mit der er einen Sohn und eine Tochter hatte. Zusammen mit seiner Frau schrieb er auch mehrere Jugendsachbücher über Theater, Musik, Ballett und andere Themen.
Ab 1953 arbeitete er dann wieder als Biochemiker, zunächst bis 1955 im Brooklyn Jewish Hospital in New York, dann bis 1961 als Chefchemiker im Montefiore Hospital in der Bronx und danach im Hines Veterans Administration Hospital in Hines, Illinois. Von 1961 bis 1969 war er Dozent für Biochemie an der medizinischen Fakultät der University of Illinois in Chicago und von 1969 bis zu seiner Pensionierung 1973 am Stritch College of Medicine der Loyola University Chicago in Maywood, Illinois.
1941 hatte Samachson seine erste Science-Fiction-Kurzgeschichte Bad Medicine in dem Magazin Thrilling Wonder Stories unter dem Pseudonym William Morrison veröffentlicht, das er in der Folge für alle seine SF-Erzählungen und Romane verwendete, mit Ausnahme zweier Captain Future-Geschichten, die unter dem Verlagspseudonym Brett Sterling erschienen und die größtenteils von Edmond Hamilton stammen. In den folgenden Jahren schrieb Samachson etwa 80 Kurzgeschichten, zwei Romane, die allerdings nur in Magazinen erschienen, sowie den Jugend-SF-Roman Mel Oliver and Space Rover on Mars (1954). Eine deutliche Pause als SF-Autor machte er in den Jahren von 1944 bis 1950, was darauf zurückzuführen ist, dass er in dieser Zeit hauptsächlich Comic-Skripte schrieb, unter anderem für Batman und Superman. Hier war er der Erfinder mehrerer Figuren, darunter von J’onn J’onzz, den Martian Manhunter, einem auf der Erde gestrandeten marsianischen Gestaltwandler.
Ende der 1950er hörte Samachson auf, SF zu schreiben. Seine Kurzgeschichten erschienen nie gesammelt in Buchform, erst 2017 erschien eine Sammlung seiner Erzählungen als E-Book. John Clute vermutet hier den Grund dafür, dass Samachsons trotz seiner Originalität, seines Talents und seines trockenen, oft schwarzen Humors weitgehend vergessen wurde. Als Frederik Pohl, Martin H. Greenberg und Joseph D. Olander 1980 eine Best-of-Anthologie innovativer Science-Fiction herausgaben, stellten sie dort fest, dass Samachson einer der „auf das schandbarste vernachlässigten Autoren in der Geschichte der Science-Fiction“ sei.
1980 ist Samachson im Alter von 73 Jahren an den Folgen einer Parkinson-Erkrankung gestorben.

## Bibliografie
SF-Romane (als William Morrison)
- Two Worlds to Save (1942)
- The Gears of Time (1953)
- Mel Oliver and Space Rover on Mars (1954)

SF-Kurzgeschichten (als William Morrison)
- Bad Medicine (1941)
- Plastic Pigskin Daze (1941)
- Crossroads of the Universe (1941)
- Masters of Chance (1941)
- The Barbarians (1941)
- Undersea Snatch (1941)
- Christmas on Mars (1941)
- The Lion-Hearted (1942)
- The Man in the Moon (1942)
- The Treasure (1942)
- Forgotten Past (1943)
- Garments of Doom (1943)
- The Great Invasion (1943)
- The Invincible Wrestler (1943)
- The Wheezers (1943)
- The Monkey and the Typewriter (1943)
- Light in Darkness (1943)
- The Companions of Sirius (1943)
- They Picked a Sucker (1944)
- Get Your Extra Here! (1944)
- Free Land (1949)
- Skin Dupe (1949)
- Stars Over Santa Claus (1950)
- Hop O' My Thumb (1950)
- The Strangest Bedfellows (1950)
- Disappointment (1950)
- The Sack (1950)
- The Ancient (1950)
- Star Slave (1951, mit Harry Nix)
- Monster (1951)
- Vermin (1951)
- The Cupids of Venus (1951)
- The Dark Dimension (1951)
- The Joker (1951)
- The Addicts (1952)
- Asylum (1952)
- The Luckiest Man Alive! (1952)
- Shipping Clerk (1952)
- New Universe (1952)
- Temptation (1952)
- Dragon Army (1952)
- Runaway (1952)
  - Deutsch: Der Flüchtling, in: Walter Ernsting (Hrsg.): Galaxy 3, Übersetzt von Walter Ernsting, Heyne SF&F #3052, 1965
- Scent of Danger (1952, mit Harry Nix)
- Revenge (1952)
- Country Doctor (1953)
  - Deutsch: Der Landarzt, in: Frederik Pohl, Wolfgang Jeschke (Hrsg.):
Titan 1, Übersetzt von Yoma Cap, Heyne SF&F #3487, 1976, ISBN 3-453-30357-1
- Forgotten Danger (1953)
- The Hunters (1953)
- Divinity (1953)
- The Haters (1953)
- Long Life to You, Albert! (1953)
- Task of Kayin (1953)
- The Weather on Mercury (1953)
- Date of Publication, 2083 A.D. 1953
- The Model of a Judge (1953)
- G'rilla (1954)
- Split Personality (1954)
- Playground (1954)
- The Inner Worlds (1954)
- Bedside Manner (1954)
- Heads You Lose (1954)
- Messenger (1954)
- No Star's Land (1954)
- There Ought to Be a Lore (1954)
- Music of the Sphere (1954)
- Unwelcomed Visitor (1954)
- Battleground (1954)
- The Ardent Soul (1954)
- Dead Man's Planet (1955)
- Dark Destiny (1955)
- The Hollywood Habit (1955)
- Hiding Place (1955)
- Picture Bride (1955)
- Spoken For (1955)
- The Head Hunters (1956, mit Frederik Pohl)
- Star Slugger (1956)
- The Sly Bungerhop (1957)
- Stepping Stone (1957, mit Frederik Pohl)
- A Feast of Demons (1958)
- Tooth Fairy (1994)
- The Sly Bungerhop (2017, Sammlung)

Captain Future (als Brett Sterling)
- Worlds to Come (1943, Kurzgeschichte)
  - Deutsch: Überfall aus fremder Dimension, Übersetzt von Heinz Zwack, Pabel Utopia Großband 155, 1961
Auch als: Invasion der Sverd, Übersetzt von Ralph Tegtmeier. Bastei Lübbe TB #25014, 1983, ISBN 3-404-25014-1
- Days of Creation (1944, auch als The Tenth Planet, 1969)
  - Deutsch: Captain Zukunfts letztes Abenteuer, Übersetzt von Heinz Zwack, Pabel Utopia Zukunftsroman 369, 1963

Jugendsachbücher (zusammen mit Dorothy Samachson)
- Let's Meet the Theatre (1954)
- The Dramatic Story of the Theatre (1955)
- Gold Digging (1960)
- The Fabulous World of Opera (1962)
- Rome (1964)
- Masters of Music (1967)
- The First Artists (1970)
- The Russian Ballet and Three of Its Masterpieces (1971)

Kriminalroman
- Murder of a Professor (1937, als John Miller)

Sachbuch
- The Armor Within Us: The Story of Bone (1966)